# Kamala Harris
Kamala Devi Harris (n. 20 octombrie 1964, California, SUA) este o politiciană și avocată americană care a ocupat funcția de vicepreședinte al Statelor Unite ale Americii din 2020 până în 2025. Anterior, fusese, începând cu  2017, senator al Statelor Unite pentru California.
Născută în Oakland, California dintr-o mamă imigrată din Chennai, India, și tată de origine jamaicană, Harris a absolvit Universitatea Howard și Hastings College of the Law din San Francisco. Și-a început cariera în biroul procurorului din Comitatul Alameda, înainte de a fi recrutată în biroul procurorului districtual din San Francisco și mai târziu în biroul procurorului orașului San Francisco. În 2003, a fost aleasă procuror în acest oraș. A fost aleasă procuror general al Californiei în 2010 și realeasă în 2014.
A învins-o pe Loretta Sanchez la alegerile pentru Senat din 2016 devenind a doua femeie afro-americană și prima americancă de origine sud-asiatică care a servit în Senatul Statelor Unite. În calitate de senator, a pledat pentru reforma sistemului sanitar, eliminarea canabisului din anexa I la Legea privind substanțele controlate, ajutarea imigranților fără acte pentru a obține cetățenia, legea DREAM (Development, Relief, and Education for Alien Minors Act), interzicerea armelor de asalt și reforma fiscală progresivă.
Harris a candidat pentru nominalizarea democrată la președinție la alegerile din 2020 și a atras atenția publicului național înainte de a-și încheia campania pe 3 decembrie 2019. Și-a anunțat candidatura pentru vicepreședinție alături de candidatul Joe Biden la alegerile din 2020. Ea este prima afro-americană, prima americancă de origine asiatică și a treia femeie după Geraldine Ferraro și Sarah Palin care a candidat pentru vicepreședinție din partea unui partid major.
Alegerile prezidențiale din 2020 au fost câștigate de Joe Biden și, implicit, de Harris. Ea este a doua persoană cu ascendență ne-albă în funcția de vicepreședinție, după Charles Curtis, vicepreședintele lui Herbert Hoover. Ea este, de asemenea, prima persoană afro-americană, asiatică-americană și prima femeie vicepreședinte din istoria Statelor Unite. În 2024, după ce Joe Biden și-a anunțat retragerea din alegerile prezidențiale din SUA 2024, Harris și-a lansat propria campanie pentru președinția Statelor Unite, cu sprijinul lui Biden.

## Începutul vieții și al carierei

### Începutul vieții și educație
Kamala Devi Harris s-a născut în Oakland, California, la 20 octombrie 1964. Mama ei, Shyamala Gopalan, a fost biolog care a sosit în Statele Unite din India în 1958 pentru a se înscrie la școala postuniversitară de endocrinologie la Universitatea din California, Berkeley. Shyamala Gopalan a urmat o carieră de cercetare de peste 40 de ani, timp în care munca ei asupra genei receptorului de progesteron a condus la progrese în cercetarea cancerului de sân. Tatăl lui Harris, Donald J. Harris, a sosit în SUA din Jamaica în 1961, înscriindu-se de asemenea la UC-Berkeley și specializându-se în economia dezvoltării. El a fost primul cercetător de culoare care a obținut titularizarea ca profesor la Departamentul de Economie al Universității Stanford. El are acum statut de profesor emerit la acea universitate. Părinții lui Kamala Harris s-au cunoscut în 1962 și s-au căsătorit în 1963.

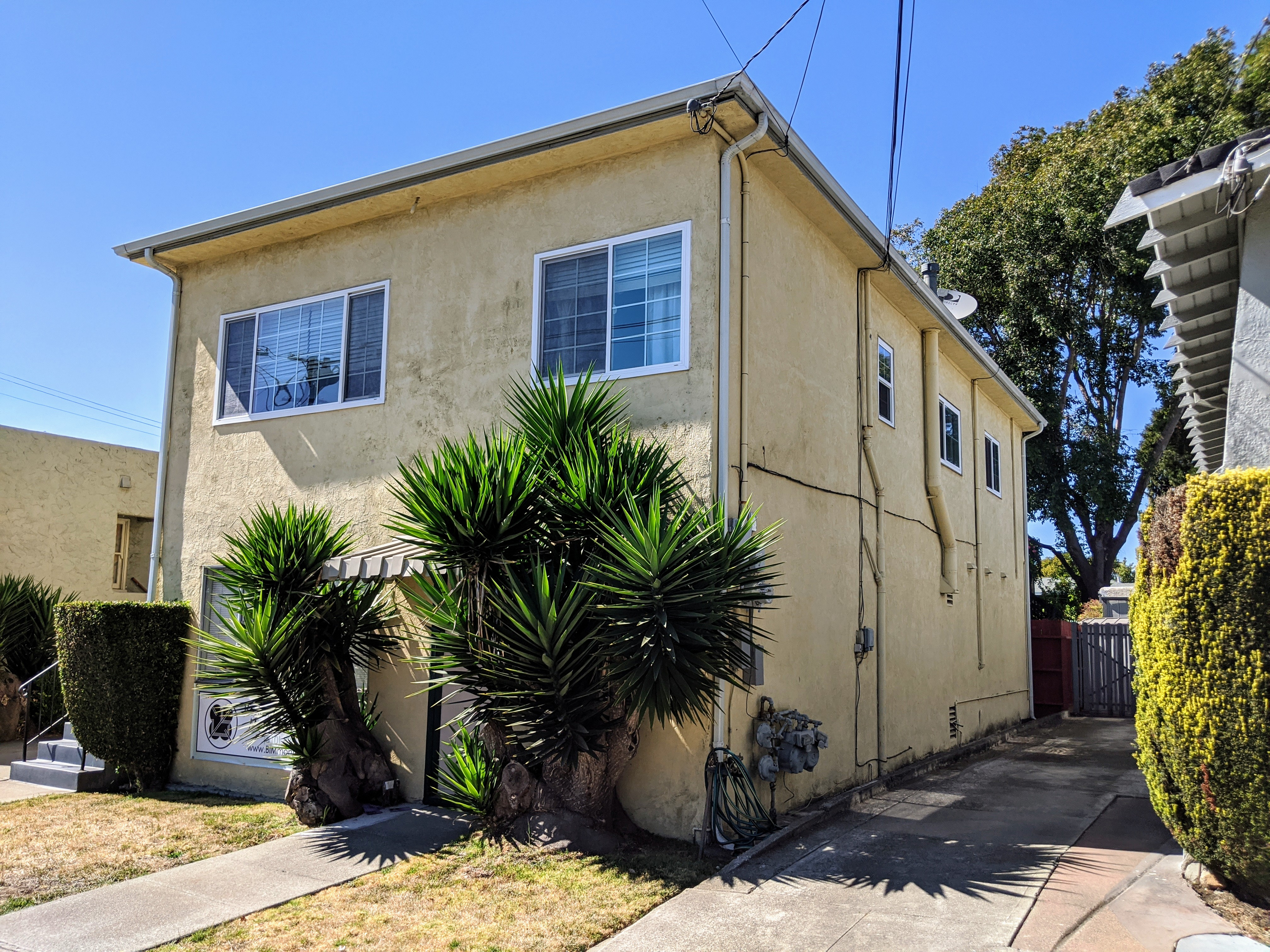
Casa familiei Harris pe Bancroft Way în Berkeley

Familia Harris a locuit apoi în mai multe orașe universitare din zona  Midwest: Urbana, Illinois, unde în 1966 s-a născut Maya, sora lui Kamala Devi Harris; Evanston, Illinois; și Madison, Wisconsin, unde părinții au ocupat posturi didactice sau de cercetare. Până în 1970, căsnicia a eșuat, iar Shyamala s-a mutat înapoi în California cu cele două fiice ale sale. Cuplul a divorțat când Kamala avea șapte ani. Un grup de sprijin format din prietenii lui Shyamala, printre care intelectuali și activiști pentru drepturile afro-americanilor din Oakland și Berkeley, le-a influențat critic pe fetele Harris.  Cinci ani mai târziu, Shyamala a acceptat un post de cercetare la Facultatea de Medicină a Universității McGill și s-a mutat împreună cu fiicele ei la Montreal, Quebec. Harris a absolvit liceul Westmount în 1981.
Harris a urmat Colegiul Vanier din Montreal în perioda1981-82, și apoi a urmat Universitatea Howard, o universitate din Washington D.C. care a deservit de-a lungul istoriei comunitatea de culoare   Ea a absolvit în 1986 cu o diplomă în științe politice și economie. Harris a urmat apoi Universitatea din California, la Hastings College of the Law, unde a fost și președinta Asociației studenților de culoare de la drept pe acea universitate.  În 1989 Harris a finalizat un Doctorat în jurisprudență.

### Începutul carierei
În 1990, Harris a fost angajată ca procuror adjunct în regiunea Alameda, California, unde a fost descrisă drept „un procuror capabil în drum spre a se afirma”. În 1994 Willie Brown, președintele Adunării din Statul California, care avea la acel moment o relație de prietenie cu Harris, a numit-o la Consiliul de apel al asigurărilor de stat pentru șomaj și, mai târziu, la Comisia de asistență medicală din California. În februarie 1998 Terence Hallinan, procurorul districtual din San Francisco  a recrutat-o pe Harris ca procuror asistent. Ea a devenit șefa Diviziei penale, a supervizat alți cinci avocați și a urmărit cazuri penale de omucidere, furt, tâlhărie și agresiune sexuală. În august 2000, Harris și-a luat un loc de muncă la primăria din San Francisco, lucrând pentru Avocatul orașului. Harris conducea Divizia servicii pentru familie și copii, reprezentând cazurile de abuz și neglijare a copiilor.

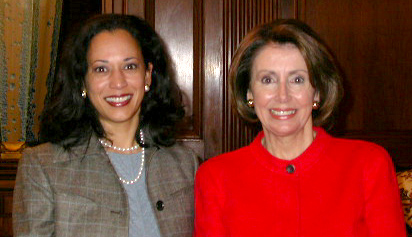
Harris împreună cu Nancy Pelosi, reprezentanta Californiei, în 2004

În 2002, Harris a candidat pentru poziția de Procuror districtual în San Francisco, cu o campanie „forță”.  Harris a câștigat alegerile cu 56% din voturi, devenind prima persoană de culoare care a fost aleasă procuror districtual în San Francisco. Ea a candidat fără opoziție pentru un al doilea mandat în 2007.
În primele șase luni de la preluarea mandatului, Harris a soluționat 27 din 74 de cazuri de omucidere care erau nesoluționate. Ea a susținut, de asemenea, o cauțiune mai mare pentru inculpații implicați în infracțiuni legate de arme, argumentând o cauțiune mică i-a încurajat de-a lungul timpului pe cei din afara orașului să comită crime în San Francisco. Ofițerii Departamentului de poliție din San Francisco (SFPD) au apreciat să Harris a soluționat lacunele  din proceduri și legislație pe care inculpații le-au folosit în trecut. În timpul campaniei ei, Harris s-a angajat să nu solicite niciodată pedeapsa cu moartea  și nu a făcut acest pas nici în cazurile unui ofițer al Departamentului de Poliție din San Francisco care a fost împușcat și ucis în 2004,  și nici pentru un imigrant ilegal și presupus membru al bandei MS-13, care a fost acuzat de uciderea unui bărbat și a celor doi fii ai săi în 2009.
Harris a creat o unitate care se concentra pe crimele motivate de ură împotriva copiilor și adolescenților LGBT din școli, și a susținut Legea Gwen Araujo Justiție pentru victime - AB 1160. În calitate de procuror districtual, în 2005 ea a creat o unitate de infracțiuni împotriva mediului. Harris și-a exprimat sprijinul pentru politica publică prin care orașul San Francisco să fie un orașului sanctuar în care statutul de imigrare nu era luat în calcul în procesul de anchetă penală. În 2004, Harris a creat programul San Francisco Reentry Division pentru reabilitarea deținuților. Pe parcursul a șase ani, cele 200 de persoane absolvente ale programului au avut o rată de recidivă de mai puțin de 10%.
În 2006, ca parte a unei inițiative de reducere a ratei de omucideri care era în creștere vertiginoasă în oraș, Harris a condus un efort de combatere a absentismului pentru tinerii aflați în pericol de abandon a școalilor primare din San Francisco. În 2008, declarând absența cronică de la școală o problemă de siguranță publică și subliniind că majoritatea deținuților din închisoare și victimele omuciderilor provin din rândul celor care abandonează sau sunt absenți de la școală , ea a emis citații împotriva a șase părinți ai căror copii au lipsit cel puțin 50 de zile de școală. Acesta a fost primul caz din San Francisco când adulții au fost puși sub acuzare pentru absențele copiilor. Biroul condus de Harris a continuat urmărirea a șapte cazuri de astfel de părinți timp de trei ani. Niciunul dintre ei nu a fost condamnat la închisoare. În aprilie 2009, numărul de elevi de școală elementară absenteiști cronici era de 1.330, în scădere cu 23% față de 1.730 în 2008, de 2.517 în 2007 și 2.856 în 2006.

## Procuror general al Californiei (2011–2017)

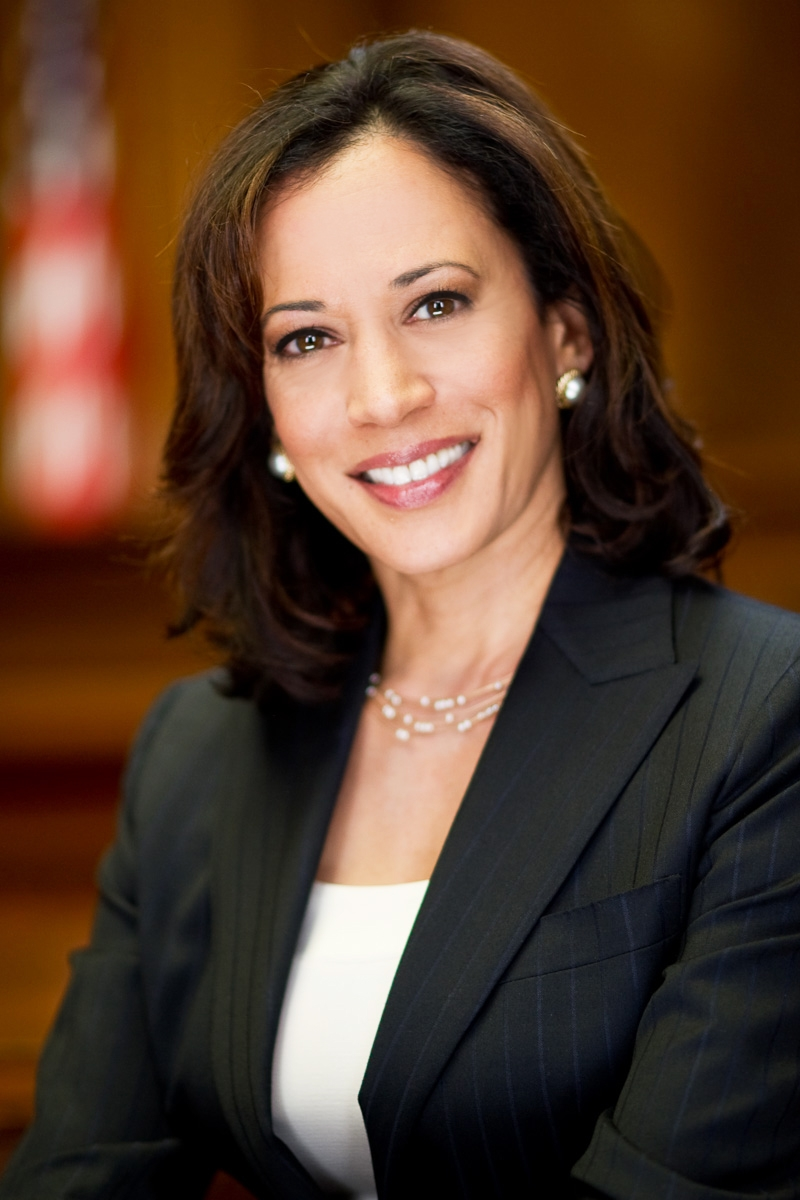
Portretul oficial de procuror general al lui Harris

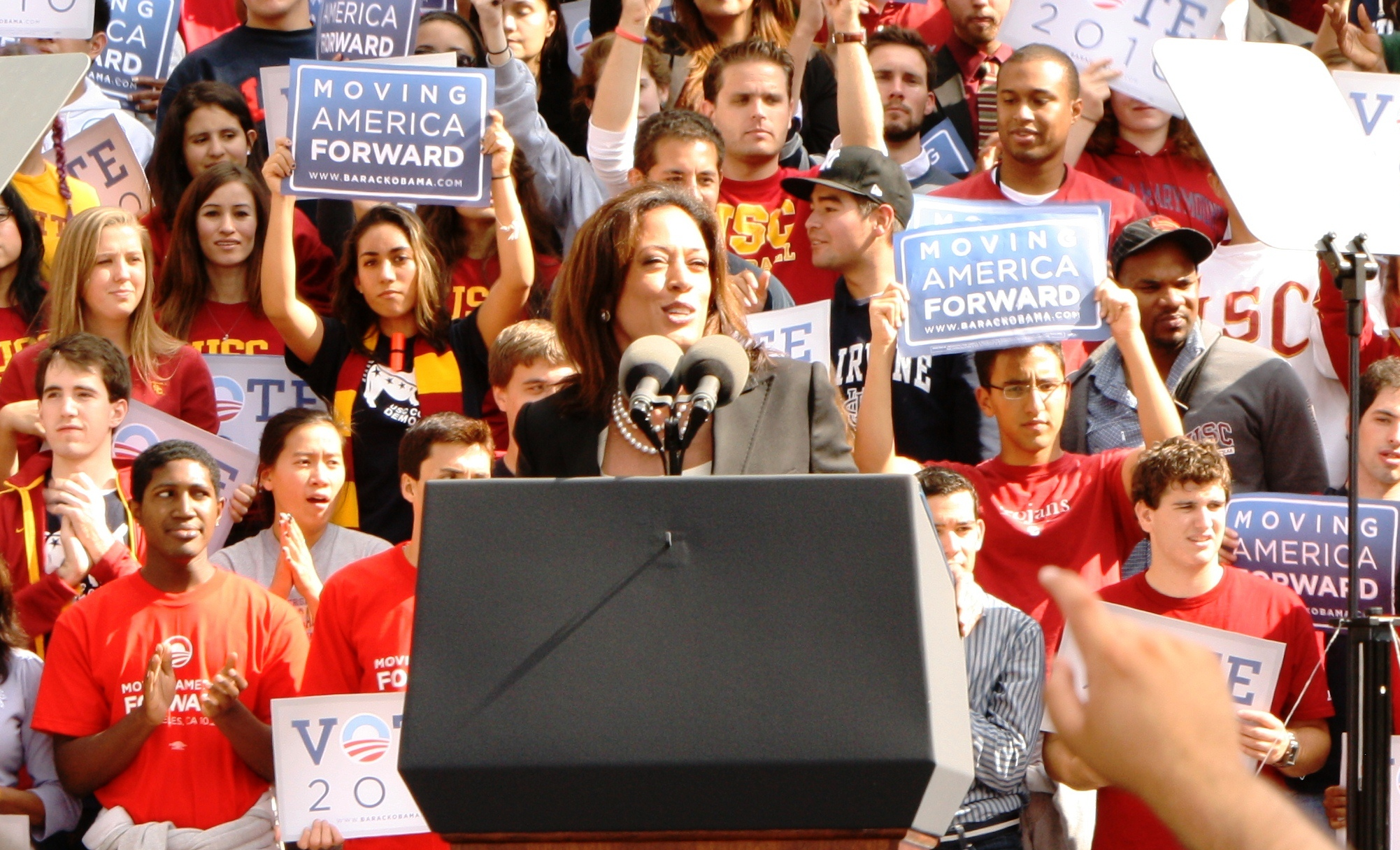
Harris vorbind la un miting al democraților la Universitatea din California de Sud, în octombrie 2010

La alegerile generale din 2010 pentru poziția de Procuror general al Californiei, Harris l-a învins pe Steve Cooley procurorul districtual republican din Los Angeles. Ea a depus jurământul pe 3 ianuarie 2011 și a fost prima femeie, prima afro-americană și prima americană din Asia de sud care a deținut funcția de procuror general în istoria acestui stat american. În februarie 2014, Harris și-a anunțat intenția de a candida pentru  a fi realeasă în această funcție. Pe 4 noiembrie 2014, Harris a fost realeasă, câștigând împotriva candidatului republican Ronald Gold cu 57,5% din voturi față de 42,5% a lui Gold.
În 2011, Harris a obținut două dintre cele mai mari recuperări pentru statul California realizate aplicând Legea privind cererile false pentru plățile suplimentare de la stat pentru programele Medi-Cal și Medicare. În 2012, ea a profitat de influența economică a Californiei pentru a negocia condiții mai bune în Acordul național ipotecar împotriva celor mai mari cinci furnizori de credite ipotecare ai națiunii. În 2013  Harris a lucrat cu președintele Adunării John Pérez și cu Darrell Steinberg președintele al Senatului  pentru a introduce Declarația drepturilor proprietarilor, considerată una dintre cele mai puternice protecții la nivel național împotriva tacticilor agresive de excludere a pieței imobiliare. În 2013, ea a refuzat să autorizeze o plângere civilă împotriva OneWest Bank, deținută de un grup de investiții condus de Steven Mnuchin (pe atunci un cetățean privat); Harris a fost criticată mai târziu pentru că a acceptat o donație de la Mnuchin. În 2015, Harris a obținut în urma unui proces 1,2 miliarde de dolari de la Colegiilor Corinthian pentru publicitate falsă și marketing înșelător care vizau studenții vulnerabili, cu venituri mici și pentru prezentare falsă a ratelor de plasare a locurilor de muncă pentru studenți, investitori și agenții de acreditare.
Harris s-a opus interdicției din California privind acțiunile afirmative și a depus un memoriu amicus curiae în cazul Curții Supreme Fisher împotriva Universității din Texas, solicitând Curții „să reafirme decizia că colegiile și universitățile publice pot considera rasa ca un factor în deciziile de admitere."
În februarie 2012, Harris a anunțat un acord cu Apple, Amazon, Google, Hewlett-Packard, Microsoft, Research in Motion și Facebook pentru a impune ca aplicațiile vândute în magazinele lor să afișeze politici de confidențialitate proeminente care informează utilizatorii despre informațiile private pe care firmele le partajează. În 2015, Harris a negociat două acorduri cu Comcast în valoare totală de 59 milioane de dolari deoarece firma era acuzată că ar fi postat online numele, numerele de telefon și adresele a zeci de mii de clienți și ar fi aruncat documente pe hârtie fără a omite sau redacta mai întâi informațiile private despre clienți.
În noiembrie 2013, Harris a lansat Divizia de recidivă, reducere și reintegrare a Departamentului de Justiție din California. Dosarul ei privind cazurile de condamnare abuzivă în calitate de procuror general a fost criticat de academicieni și activiști. După decizia din 2011 a Curții Supreme Brown v. Plata care a declarat închisorile din California supraaglomerate încât au supus deținuții la pedepse crude și neobișnuite, Harris a luptat spunând: „Am un client și nu pot să-mi aleg clientul”. În septembrie 2014, biroul lui Harris a argumentat fără succes într-o instanță împotriva eliberării anticipate a prizonierilor, invocând necesitatea forței de muncă reprezentată de deținuți pentru stingerea incendiilor.
După ce a fost aleasă, Harris a declarat că biroul ei nu va apăra Prop 8, un amendament constituțional de stat care prevedea că numai căsătoriile „între un bărbat și o femeie” sunt valabile , iar în februarie 2013 a depus un memoriu amicus curiae argumentând că Prop. 8 era neconstituțional. Ulterior, Harris și-a justificat decizia de a nu apăra legea spunând: „Ar fi nepotrivit ca un stat aflat în pragul falimentului să folosească toate acele resurse pentru a apăra o lege considerată a fi neconstituțională”. În 2014, Harris a co-sponsorizat legislația de interzicere a apărării împotriva panicii gay și trans în instanță care a fost adoptată. Ea a contestat o hotărâre federală în favoarea cererii unei femei transgender încarcerate de intervenție chirurgicală de afirmare a sexului la Curtea de Apel al celui de al nouălea circuit, argumentând că psihoterapia și terapia hormonală feminizantă erau tratamente medicale suficiente. Harris  a spus că în cele din urmă a convins Departamentul de Corecție și Reabilitare din California să-și schimbe politica. În 2019, Harris a spus că și-a asumat „întreaga responsabilitate” pentru documentele depuse de biroul ei în acest caz și altele care implică accesul deținuților trans la operații de afirmare a sexului.

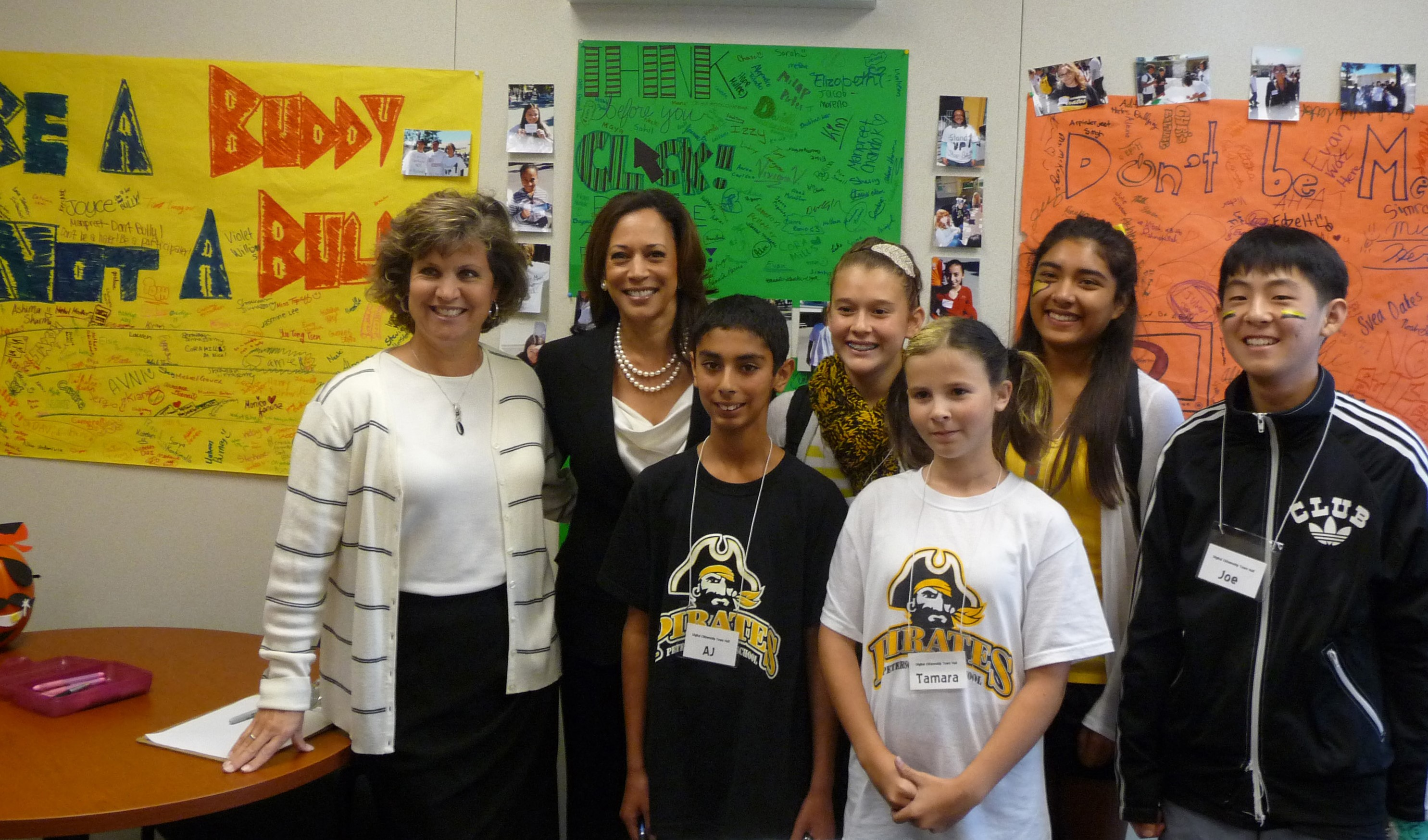
Harris vizitând Peterson Middle School (Santa Clara Unified School District) în 2010

În 2011, Harris a cerut sancțiuni penale pentru părinții copiilor care au lipsit de la școală, permițând instanței să amâne hotărârea dacă părintele a acceptat o perioadă de mediere pentru a-și aduce copilul înapoi la școală. Criticii au acuzat că procurorii locali care implementau directivele ei au fost prea zeloși în aplicarea lor, iar politica lui Harris a afectat negativ familiile implicate.
Harris a acordat prioritate protecției mediului în calitate de procuror general, asigurându-și mai întâi o sumă de 44 de milioane de dolari pentru a rezolva toate daunele și costurile asociate scurgerii de petrol Cosco Busan din 2007. În urma deversării de petrol din Refugio din 2015, Harris a făcut un tur de coastă și a direcționat resursele și avocații biroului său pentru a investiga posibile încălcări ale legilor penale. Din 2015 până în 2016, Harris a asigurat mai multe acorduri de mai multe milioane de dolari cu companiile de servicii de combustibili precum Chevron, BP, ARCO, Phillips 66 și ConocoPhillips pentru a rezolva acuzațiile că nu au monitorizat în mod corespunzător materialele periculoase din rezervoarele lor subterane de stocare a benzinei. În vara anului 2016, producătorul auto Volkswagen AG a fost de acord să plătească până la 14,7 USD miliarde pentru a soluționa o serie de pretenții legate de așa-numitele dispozitive Defeat folosite pentru a înșela standardele de emisii ale mașinilor sale diesel.

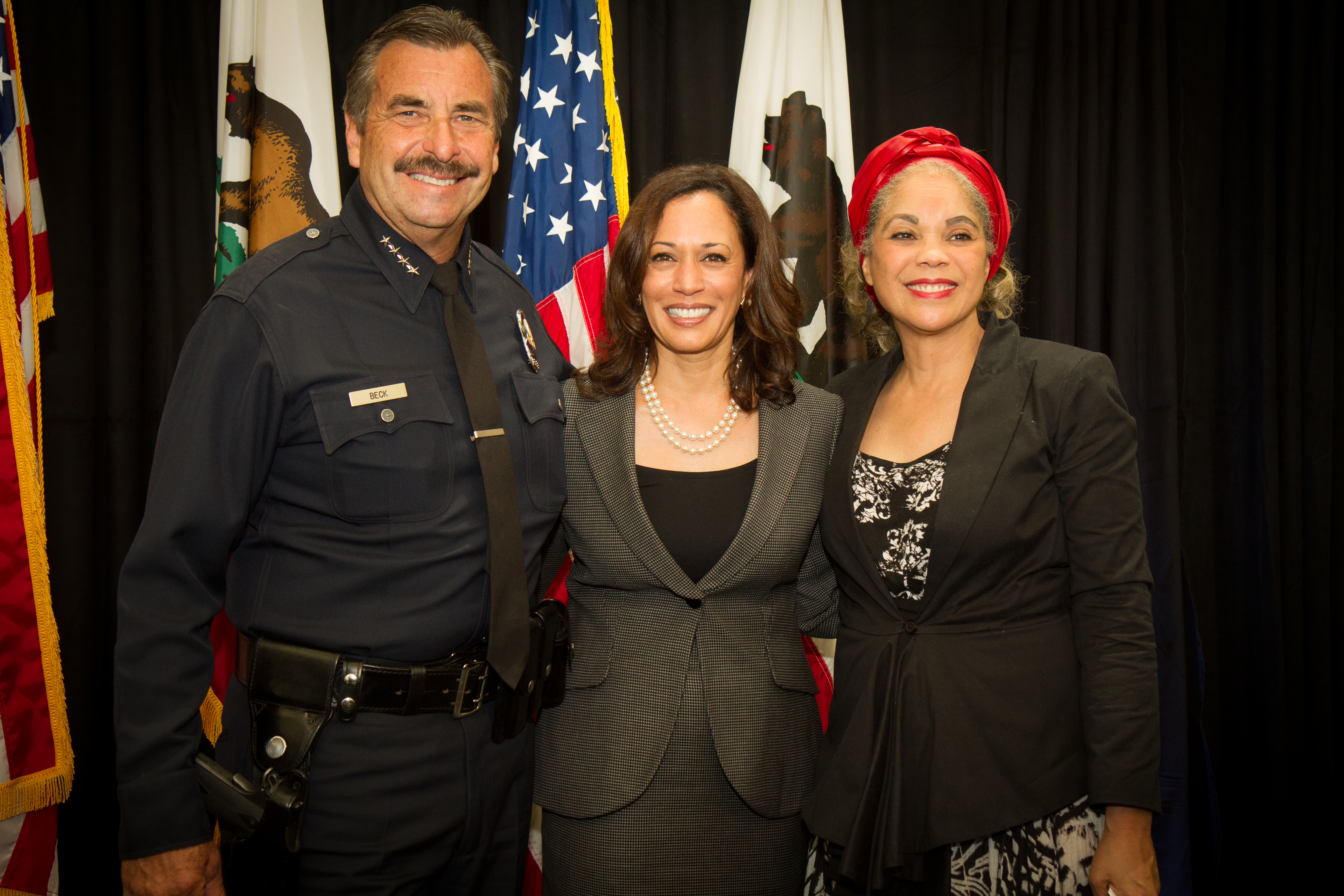
De la stânga la dreapta: șeful LAPD Charlie Beck, Harris și avocata pentru drepturile civile Constance L. Rice sărbătorind cea de-a 50-a aniversare de la semnarea Actului privind drepturile civile din 1964.

În 2012, Harris a anunțat că Departamentul de Justiție din California și-a îmbunătățit capacitățile de testare ADN, eliminând pentru prima dată cazurile restante pe bază de teste ADN-ului din statul California. În 2015, ea a efectuat o analiză de 90 de zile a părtinirii implicite în activitățile poliției și a utilizării forței mortale de către poliție. În aprilie 2015, Harris a introdus prima instruire de acest fel pe tema „Poliție prin principii: justiție procedurală și părtinirea implicită” pentru a-i ajuta pe cei care aplică legea să depășească barierele din calea neutralității poliției și să reconstruiască încrederea între forțele de ordine și public. În același an, Departamentul de Justiție din California a devenit prima agenție de stat a națiunii care le-a cerut tuturor ofițerilor săi de poliție să poarte camere foto în timp ce îți exercită activitatea. În 2016, Harris a anunțat o investigație privind modelele și practicile privind presupusele încălcări ale drepturilor civile și utilizarea forței excesive de către cele mai mari două agenții de aplicare a legii din comitatul Kern, California.
În 2016, biroul lui Harris a confiscat videoclipuri și alte informații din apartamentul unui activist anti-avort care făcuse înregistrări secrete și apoi i-a acuzat pe medicii de la Planned Parenthood că au vândut ilegal țesut fetal.
În 2011, Harris a creat unitatea eCrime în cadrul Departamentului de Justiție din California, o unitate de 20 de avocați care vizau crimele tehnologice. În 2015, câțiva furnizori de așa-numite site-uri care postau  materiale pornografice de răzbunare și care aveau sediul în California au fost arestați, acuzați de infracțiuni și condamnați la pedepse lungi de închisoare. În 2016, Harris a anunțat arestarea directorului general al Backpage, Carl Ferrer, sub acuzația de infracțiune de proxenetism, proxenetism cu minori și conspirație pentru a comite proxenetism, susținând că 99% din veniturile lui Backpage erau direct atribuite reclamelor legate de prostituție, multe dintre ele implicând victime ale traficului sexual, inclusiv copii.

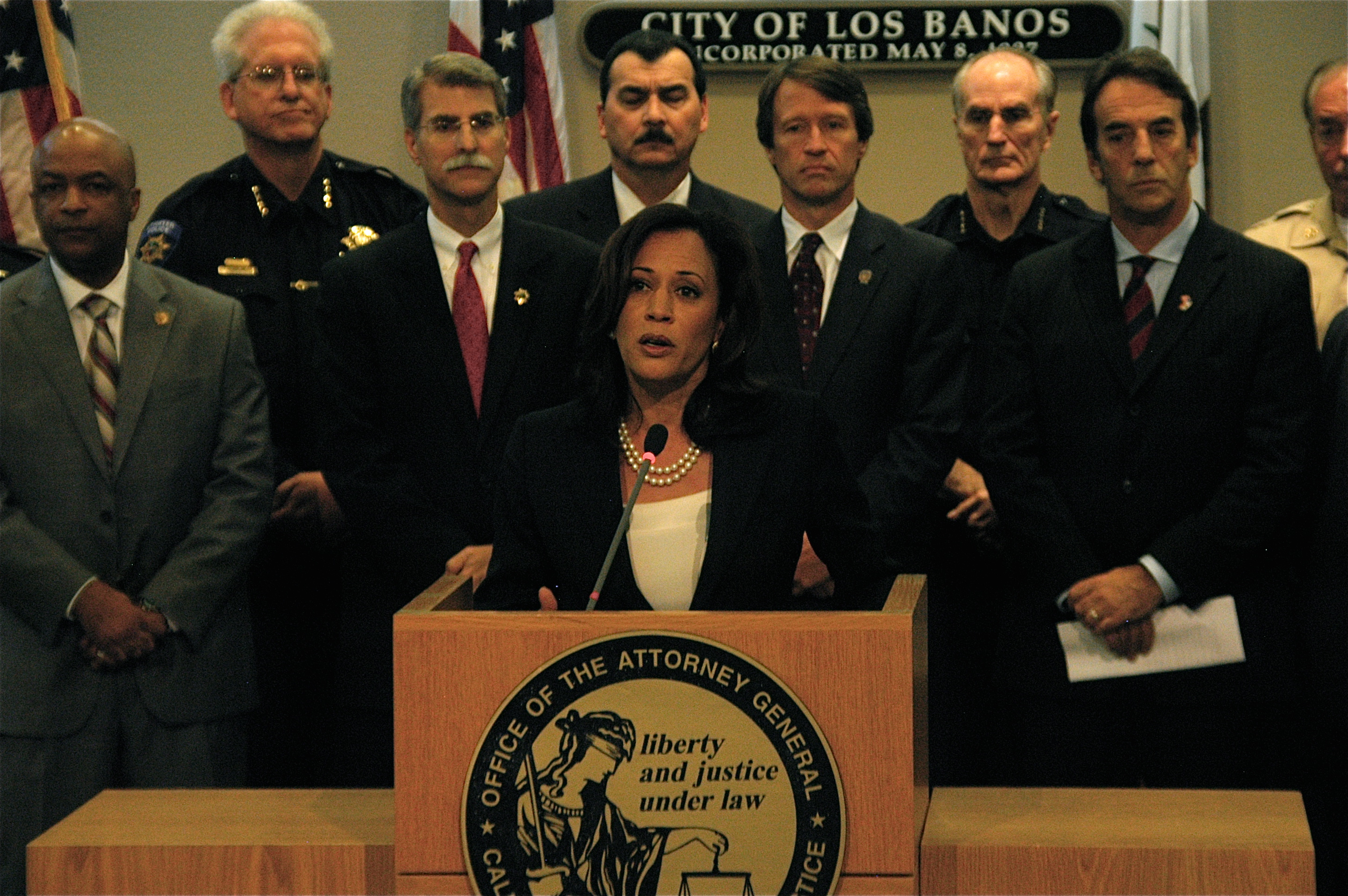
AG Harris anunță arestarea a 101 membri ai unei band în Los Banos, California.

În timpul mandatului său de procuror general, biroul lui Harris a supravegheat investigații și urmăriri penale majore care vizau organizațiile criminale transnaționale pentru implicarea lor în infracțiuni violente, scheme de fraudă, trafic de droguri și contrabandă. În 2012, Harris a semnat un acord cu Marisela Morales, procurorul general al Mexicului, pentru a îmbunătăți coordonarea resurselor de aplicare a legii care vizează bandele transnaționale care vând și trafichează ființe umane peste punctul de trecere a frontierei San Ysidro.

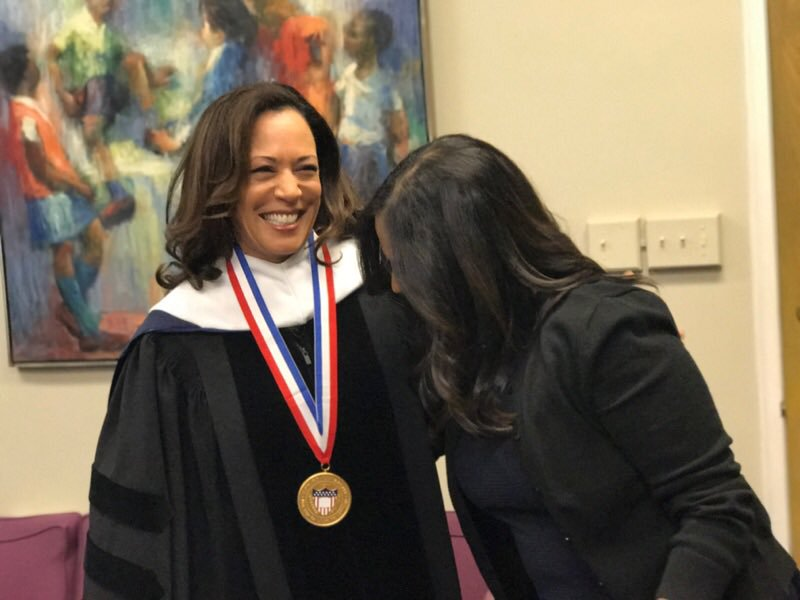
Harris la Universitatea Howard în 2017

La 15 mai 2015, Harris a primit titlul de Doctor în Drept din partea Universității California de Sud. La 13 mai 2017, a primit titlul de Doctor în Litere Umane din partea Universității Howard, unde a ținut și un discurs absolvenților din acel an.

## Publicații
Harris a scris două cărți non-ficțiune și o carte pentru copii.
- Harris, Kamala; O'C. Hamilton, Joan (2009). Smart on Crime: A Career Prosecutor's Plan to Make Us Safer. San Francisco: Chronicle Books. ISBN 978-0-8118-6528-9.
- Harris, Kamala (8 ianuarie 2019). The Truths We Hold: An American Journey. London: Penguin. ISBN 978-1-9848-8622-4.
- Harris, Kamala (8 ianuarie 2019). Superheroes Are Everywhere. London: Penguin Young Readers Group. ISBN 978-1-9848-3749-3.